# In Nuptias illustrium Joan. de Zamoscio
In Nuptias illustrium Joan. de Zamoscio, R. P. cancellarii et exercituum praefecti, ac Griseldis Bathorrheae Christophori Transilvaniae princips et serenis. Stephani Poloniae regis fratris, filiae, epithalamion – łacińskie epitalamium Jana Kochanowskiego, powstałe z okazji ślubu kanclerza i hetmana Jana Zamoyskiego z królewską bratanicą Gryzeldą Batorówną 13 czerwca 1583.
Melodeklamacji wiersza dokonał królewski muzyk Krzysztof Klabon przy akompaniamencie liry. Nie wiadomo czy Kochanowski był osobiście obecny na tym weselu, obchodzonym bardzo hucznie w Krakowie. Tego samego dnia odbyła się także premiera innego wierszowanego utworu Kochanowskiego – Ad Stephanum Bathorrheum, regem Poloniae inclytum Moscho debellato et Livonia recuperata, epinicion. Był to epinikion powstały na cześć króla Stefana Batorego, który rok wcześniej powrócił z wojny polsko-rosyjskiej.
Według Tadeusza Sinki Kochanowski, pisząc swoje epitalamium, wzorował się na Katullusie (wskazuje na Carmen 61 i 62) oraz w niewielkim stopniu na Horacym (Carmina III, 4, w. 5). Jednak według innych badaczy konstrukcja utworu miała być wzorowana na jednej z ód Pindara. Za tą tezą przemawia identyczne przechodzenie ze strof do antystrof i z antystrof do epod. Natomiast na Katullusa wskazuje m.in. motyw wschodzącej gwiazdy zachęcającej do śpiewu weselnego.
Epitalamium ukazało się po raz pierwszy drukiem w 1583 roku w Krakowie nakładem Drukarni Łazarzowej.